# فيروسات بيكورناوية
الفيروسات البيكورناوية أو  بيكورنافيروس(بالإنجليزية: Picornaviridae)‏، هي مجموعة من الفيروسات ذات الحمض النووي الريبوزي غير المغلفة التي تصيب الفقاريات بما في ذلك الأسماك، الثدييات، والطيور. تمثل هذه الفيروسات عائلة كبيرة من الفيروسات الصغيرة ذات الحمض النووي الريبوزي أحادي السلسلة والموجب، وتتميز بغلاف كروي الشكل يبلغ قطره 30 نانومتر. يمكن أن تسبب الفيروسات في هذه العائلة مجموعة من الأمراض بما في ذلك الزكام، شلل الأطفال، التهاب السحايا، التهاب الكبد، والشَلَل.
تنتمي الفيروسات البيكورناوية إلى عائلة بيكورنافيريداي (Picornaviridae)، رتبة بيكورنافيراليس (Picornavirales)، ونطاق الريبوفيريا (Riboviria). تحتوي هذه العائلة على 158 نوعًا، تم تخصيصها إلى 68 جنسًا. ومن الأمثلة البارزة على هذه الأجناس: جنس الفيروسات المعوية الذي يشمل الفيروسات المسببة لالتهاب الأنف والفيروسات المسببة لشلل الأطفال، وجنس الأفتو فيروس، وجنس الفيروسات القلبية [الإنجليزية]، وجنس الفيروسات الكبدية [الإنجليزية].

## وصلات خارجية
- نطاق فيروسي فيروسات بيكورناوية